# Ptychostomum orthothecium
Ptychostomum orthothecium là một loài Rêu trong họ Bryaceae. Loài này được (Cardot & Broth.) D. T. Holyoak & N. Pedersen mô tả khoa học đầu tiên năm 2007.